# Teófilo Stevenson
Teófilo Stevenson Lawrence (29. března 1952, Puerto Padre, Kuba – 11. června 2012, Havana) byl kubánský amatérský boxer.
Získal tři zlaté olympijské medaile, což se podařilo již jen dvěma dalším boxerům, krajanovi Félixi Savónovi a Maďarovi László Pappovi. Přitom dvakrát na olympiádu jet nemohl, když Kuba bojkotovala hry v Los Angeles roku 1984 a v Soulu roku 1988. Všechny tři medaile získal v těžké váze, první na hrách v Mnichově roku 1972, druhou za čtyři roky v Montrealu a hattrick dovršil v Moskvě roku 1980. Třikrát se stal také amatérským mistrem světa, dvakrát v těžké (1974, 1978) a jednou v supertěžké váze (1986). V ringu stál dvacet let (1966–1986). Kariéru ukončil po zranění, které mu způsobil vybuchlý sporák. Absolvoval celkem 332 zápasů, z toho 302 vyhrál, 22 prohrál a osm zremizoval. I pro tuto unikátní bilanci je považován za jednoho z největších amatérských boxerů všech dob. Dvě z 22 porážek uštědřil Stevensonovi československý boxer Petr Sommer. Jediným boxerem, který Stevensona porazil dvakrát, a kterému Stevenson porážku nikdy nedokázal oplatit, byl sovětský boxer Igor Vysockij, který jinak nedosáhl žádných velkých úspěchů. Často je to uváděno jako příklad faktu, že i vynikající sportovec může prohrát, ba trvale prohrávat, se slabším, pokud mu nesedí jeho styl, který jinak nemusí být nijak zvlášť úspěšný. Stevensonovi rodiče byli anglofonní imigranti z ostrova sv. Kryštofa, odtud jeho anglické příjmení.